# Höchst (Gelnhausen)
Höchst ist seit 1974 neben Hailer, Haitz, Meerholz und Roth der fünfte Stadtteil der Barbarossastadt Gelnhausen im hessischen Main-Kinzig-Kreis.

## Geografie

### Geographische Lage
Höchst liegt etwa drei Kilometer östlich von Gelnhausen an der Kinzig und berührt den nördlichen Spessartrand. Entlang des Kinzigtales verläuft sowohl die Bundesbahnlinie Fulda – Frankfurt als auch die Bundesautobahn 66, deren Anschlussstelle Gelnhausen-Ost sich nahe Höchst befindet.

### Nachbarorte
Nachbarorte sind – von Norden aus im Uhrzeiger sind die drei Ortsteile von Biebergemünd: Wirtheim, Kassel und Lanzingen, dann die beiden Ortsteile von Linsengericht: Eidengesäß und Altenhaßlau, weiter Gelnhausen, sein Ortsteil Haitz.
| Haitz       | Büdinger Wald                               | Wirtheim  |
| Gelnhausen  | Kompassrose, die auf Nachbargemeinden zeigt | Kassel    |
| Altenhaßlau | Eidengesäß                                  | Lanzingen |

## Geschichte

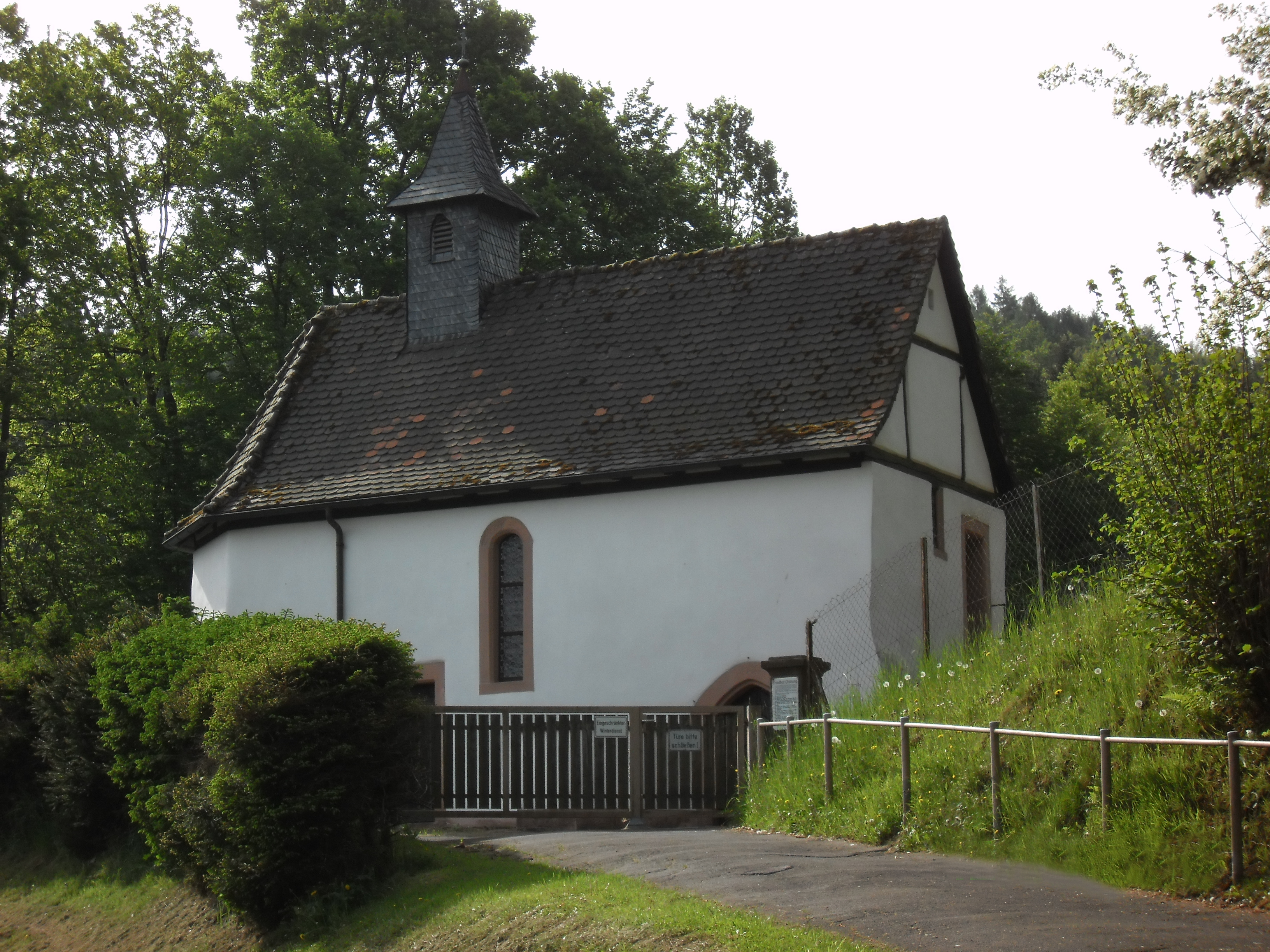
Wendelinuskapelle – ältestes Bauwerk in Höchst

### Mittelalter

#### Ortsname
Der Ortsname wandelte sich mehrfach im Laufe der Zeit von Hosti (976), über Hoechste (1313) und Hoegste (1582) schließlich zur heutigen Form Höchst.
Die älteste bekannte schriftliche Erwähnung von Höchst erfolgte im Jahr 976 unter dem oben genannten Namen Hosti in einer Urkunde Kaiser Ottos II.
Im Jahr 1976 feierte der Ort daher sein 1000-jähriges Bestehen. Für den Zeitpunkt der erstmaligen Erwähnung gibt es noch keine verlässlichen Daten über die Einwohnerzahl.

### Neuzeit
Aufgrund des im Jahr 1582 angelegten Gerichtsbuches wurden 25 Herdstellen mit 123 Seelen registriert. Nach dieser Zeit wurde Höchst mehrfach verpfändet und mit der Übergabe der Unterlagen an den Kurfürsten und das Erzstift in Mainz endete die letzte Pfändung in der Geschichte am 28. Mai 1721.
Im Jahre 1415 bauten die Einwohner des Ortes – wahrscheinlich aus Dankbarkeit, weil sie von einer schlimmen Viehseuche in der Umgebung verschont wurden, – eine Kapelle und widmeten sie dem Heiligen Wendelin. Völlig zerstört durch den Dreißigjährigen Krieg, der wie überall seine Spuren hinterließ, wurde die Kapelle 1702 wieder aufgebaut. Gleichzeitig wurde um die Kapelle ein Friedhof angelegt. Im April 1811 versuchte der Spessarträuber Georg Philipp Lang, alias Hölzerlips, die Glocke aus der Kapelle zu stehlen. Nachdem ihm das misslang, warf Hölzerlips die Altarbilder auf den Boden und beschädigte eine Statue des hl. Wendelinus.
Auch in den letzten Kriegstagen des Zweiten Weltkrieges im Jahr 1945 wurde Höchst hart getroffen: Am Ostersonntag fanden die heimgekehrten Höchster, die im Wald Schutz gefunden hatten, 8 völlig ausgebrannte Häuser, 28 schwer und 40 leicht beschädigte Häuser. Außerdem sind elf Scheunen bzw. Stallungen zerstört worden, nachdem US-amerikanische Panzer eine letzte Gegenwehr deutscher Soldaten in der Höchster Kinzigau gebrochen hatten.

### Gebietsreform
Im Zuge der Gebietsreform in Hessen wurde die bis dahin selbständige Gemeinde Höchst kraft Landesgesetz am 1. Juli 1974 zu einem Stadtteil von Gelnhausen.
Für Höchst wurde, wie für alle Stadtteile und die Kernstadt von Gelnhausen, ein Ortsbezirk mit Ortsbeirat und Ortsvorsteher nach der Hessischen Gemeindeordnung eingerichtet.

### Einwohnerentwicklung
Einwohnerzahlen
 Quelle: Historisches Ortslexikon
- 1582: 25 Herdstätten
- 1632: 16 Dienstpflichtige
- 1812: 67 Feuerstellen mit 367 Seelen

| Höchst: Einwohnerzahlen von 1812 bis 2019 | Höchst: Einwohnerzahlen von 1812 bis 2019 | Höchst: Einwohnerzahlen von 1812 bis 2019 | Höchst: Einwohnerzahlen von 1812 bis 2019 | Höchst: Einwohnerzahlen von 1812 bis 2019 |
| --- | ----------------------------------------- | ----------------------------------------- | ----------------------------------------- | ----------------------------------------- |
| Jahr |                                           |                                           |                                           | Einwohner                                 |
| 1812 | 1812                                      |                                           | 367                                       | 367                                       |
| 1834 | 1834                                      |                                           | 485                                       | 485                                       |
| 1840 | 1840                                      |                                           | 452                                       | 452                                       |
| 1846 | 1846                                      |                                           | 442                                       | 442                                       |
| 1852 | 1852                                      |                                           | 433                                       | 433                                       |
| 1858 | 1858                                      |                                           | 432                                       | 432                                       |
| 1864 | 1864                                      |                                           | 458                                       | 458                                       |
| 1871 | 1871                                      |                                           | 471                                       | 471                                       |
| 1875 | 1875                                      |                                           | 510                                       | 510                                       |
| 1885 | 1885                                      |                                           | 529                                       | 529                                       |
| 1895 | 1895                                      |                                           | 567                                       | 567                                       |
| 1905 | 1905                                      |                                           | 686                                       | 686                                       |
| 1910 | 1910                                      |                                           | 717                                       | 717                                       |
| 1925 | 1925                                      |                                           | 841                                       | 841                                       |
| 1939 | 1939                                      |                                           | 975                                       | 975                                       |
| 1946 | 1946                                      |                                           | 1.117                                     | 1.117                                     |
| 1950 | 1950                                      |                                           | 1.233                                     | 1.233                                     |
| 1956 | 1956                                      |                                           | 1.225                                     | 1.225                                     |
| 1961 | 1961                                      |                                           | 1.342                                     | 1.342                                     |
| 1967 | 1967                                      |                                           | 1.436                                     | 1.436                                     |
| 1970 | 1970                                      |                                           | 1.522                                     | 1.522                                     |
| 1980 | 1980                                      |                                           | ?                                         | ?                                         |
| 1990 | 1990                                      |                                           | ?                                         | ?                                         |
| 2000 | 2000                                      |                                           | ?                                         | ?                                         |
| 2007 | 2007                                      |                                           | 2.123                                     | 2.123                                     |
| 2011 | 2011                                      |                                           | 2.088                                     | 2.088                                     |
| 2014 | 2014                                      |                                           | 2.078                                     | 2.078                                     |
| 2019 | 2019                                      |                                           | 2.040                                     | 2.040                                     |
| Datenquelle: Historisches Gemeindeverzeichnis für Hessen: Die Bevölkerung der Gemeinden 1834 bis 1967. Wiesbaden: Hessisches Statistisches Landesamt, 1968. Weitere Quellen: ; Gemeinde Gelnhausen:; Zensus 2011 |                                           |                                           |                                           |                                           |

Religionszugehörigkeit
 Quelle: Historisches Ortslexikon
| • 1885: | zwei evangelische (= 0,38 %), 527 katholische (= 99,62 %), 5 jüdische (= 0,75 %) Einwohner |
| • 1961: | 74 evangelische (= 5,50 %), 1261 katholische (= 93,96 %) Einwohner                         |

## Politik

### Ortsbezirke
In Höchst ist ein Ortsbezirke mit Ortsbeirat und Ortsvorsteher nach der Hessischen Gemeindeordnung eingerichtet worden. Der Ortsbeirat besteht aus sieben Mitgliedern (3 CDU, 3 SPD, 1 FDP); Ortsvorsteher ist: Christian Litzinger (CDU).

## Wirtschaft und Infrastruktur
Aufgrund der verkehrsgünstigen Lage wuchs der Ort auf heute etwa 2.100 Einwohner. Die Infrastruktur des Ortes wird geprägt durch eine sehr gute Verkehrsanbindung, eine Grundschule, den Kindergarten, ein Dorfgemeinschaftshaus sowie einem Sportplatz.

### Verkehr

#### Nahverkehr
Ganzjährig verkehren in Höchst mehrere Buslinien der KVG. Sie schaffen z. B. mit der Linie MKK 61 öffentliche Verkehrsanschlüsse zu allen Ortsteilen der Stadt Gelnhausen, zur Kernstadt Gelnhausen mit der Kinzigtalbahn (Hessen) (Bahnhof Gelnhausen) sowie in die Nachbargemeinden Biebergemünd, Wächtersbach, Bad Soden-Salmünster, Flörsbachtal und Jossgrund. Es gilt der Tarif des Rhein-Main-Verkehrsverbundes.

#### Bahn
Höchst hat mit dem Bahnhof Haitz-Höchst Anschluss an die Kinzigtalbahn Fulda-Hanau. Der nächste barrierefreie Bahnhof ist Gelnhausen. Die hier verkehrende Regionalbahn Fulda–Frankfurt verkehrt im Stundentakt.

#### Straßen
Längs durch den gesamten Ort verläuft die Landesstraße L3333, die im Nachbarort Wirtheim an die Bundesstraße B276, Deutsche Ferienroute Alpen–Ostsee anbindet, die von Mücke im Vogelsberg bis Lohr am Main im Spessart führt. Höchst liegt direkt an der A 66 die Frankfurt am Main und Fulda verbindet, zwischen den Anschlussstellen AS 44 Gelnhausen Ost und AS 45 Bad Orb / Wächtersbach.

#### Luftverkehr
In den Kinzigauwiesen, im Westen der Kernstadt Gelnhausen liegt der Flugplatz Gelnhausen. Er ist für Kleinflugzeuge bis 3,5 Tonnen geeignet. Dort starten und landen sowohl Motorflugzeuge, Hubschrauber und Ultraleichtflugzeuge, als auch Segelflugzeuge.

#### Fahrradwege
Höchst hat Anschluss an den Hessischen Radfernweg R3. Er führt als „Rhein-Main-Kinzig-Radweg“ von Rüdesheim nach Tann in der Rhön. In Wächtersbach besteht Anschluss an den Vogelsberger Südbahnradweg.

### Freiwillige Feuerwehr Höchst
Wie alle Stadtteile Gelnhausens verfügt Höchst über einen eigenen Stützpunkt der Feuerwehr. Die Freiwillige Feuerwehr Höchst wurde 1921 gegründet. 1971 kam eine Jugendwehr hinzu.
Aktuell beträgt die Personalstärke der Einsatzabteilung 40 Personen, die der Jugendfeuerwehr 18 Personen.
Die Einsatz- und Gefahrenschwerpunkte sind:
- Logistische Unterstützung,
- Katastrophenschutz.

## Kultur

### Bildung

#### Kita „Höchster Frösche“
Die Kita Höchster Frösche ist für eine Gesamtkinderzahl von 125 ausgelegt. Sie verfügt über fünf Gruppenräume, eine Küche, einen Turnraum, einen Projektraum, einen Ruheraum und einen Integrationsraum für die Kleingruppenarbeit. Zur Kita gehört auch ein sehr gut bestückter Spielplatz und als „Außenstelle“ einen Waldplatz.

#### Schulen

##### Grundschule
Die Igels-Grundschule Höchst zählt fast 250 Schüler.

##### Andere und weiterführende Schulen
Höchst ist, wie alle anderen Ortsteile auch, mit Buslinien an das Schulzentrum in der Kernstadt Gelnhausen angebunden. Dort stehen auch andere und weiterführende Schulen aller Art zur Verfügung:
- Freie Montessori Schule,
- Freiraumschule, eine Grundschule und integrierte Gesamtschule in freier Trägerschaft,
- Berufliche Schulen Gelnhausen, mit den Optionen: Berufliches Gymnasium, Fachoberschule, Berufsfachschule, Höhere Berufsfachschule, Fachschule für Sozialwesen, Fachschule für Kunststofftechnik, Werkstatt für Behinderte und Berufsschule,
- Philipp-Reis-Schule, eine 4-zügige Grund- und eine 2-zügige Hauptschule,
- Kreisrealschule Gelnhausen, mit einer Schülerzahl von 940 und ganztägigen Angeboten,
- Grimmelshausen-Gymnasium Gelnhausen, das bis zum gymnasialen Abschluss mit Hochschulreife hinführt.

#### Vereine
Der Ort wird von einem lebhaften Vereinsleben geprägt. Unter ihnen sind:
- Der 1907 gegründete Sportverein TSV 07 Höchst e.V bietet die Sportarten: Fußball, Tischtennis und Volleyball an. Im Programm steht auch die regelmäßige Ausrichtung von Karnevalsveranstaltungen.
- Der Gesangverein „Cäcilia“ wurde 1881 gegründet und ist somit, nach dem „Gesangverein 1845 Meerholz e. V.“, der Zweitälteste in Gelnhausen.
- Der Musikverein Höchst macht Blasmusik der verschiedensten Richtungen.
- Schützenverein Freischütz Höchst 1907 e. V.
- Angelverein Höchst 1973 e. V.

Neben den örtlichen Vereinen in Höchst, gibt es eine Reihe von gesamt-städtischen Vereinen in Gelnhausen.

### Kulturdenkmäler
- Wendelinuskapelle – Der heutige Bau geht auf einen Vorgängerkapelle aus dem Jahr 1415 zurück.
- St. Wendelin Kirche – Auch die katholische Ortskirche ist, wie die Kapelle, dem heiligen Wendelin geweih[13]. Der Neubau, entstanden auf Initiative von Pfarrer Johannes Platte und 1966 eingeweiht, ersetzt die Vorgängerkirche aus dem Jahr 1893. Der Bau „vermittelt den Eindruck eines schützenden Zeltes“[14]. Außergewöhnlich ist auch die Anordnung der Glocken in einem Dachreiter, statt, wie üblich in einem Glockenturm. Die verwendeten Baumaterialien: roter Sandstein, Holz, Sichtbeton und Bodenplatten sind naturbelassen. Auffallend sind auch die leuchtenden, bunten Fenster des Eingangsbereiches. 1971 erhielt die Kirche eine Orgel und 1989 einen Kreuzweg, ein Werk des Bildhauers Wolfgang Kleiser aus Vöhrenbach.

## Persönlichkeiten

### Söhne und Töchter
- Sigfrid Klöckner (1929–2017), geboren in Höchst, Franziskaner, Provinzialminister der Thüringischen Franziskanerprovinz.
- Martin Worms, Dr. (* 1954), Jurist, geboren in Höchst, Finanzstaatssekretär in Hessen

## Trivia
Bei ihren Nachbarn haben die Höchster den Spitznamen „Reelinge“; abgeleitet vom Reling, dem Teichfrosch, der wohl früher, im damals sehr feuchten Kinzigtal in großen Mengen vorkam. Heute ist den Fröschen am Dorfbrunnen in der Ortsmitte ein kleines Denkmal gesetzt. Auch der Kindergarten trägt in Erinnerung daran den Namen „Höchster Frösche“.

## Freizeit und Sport

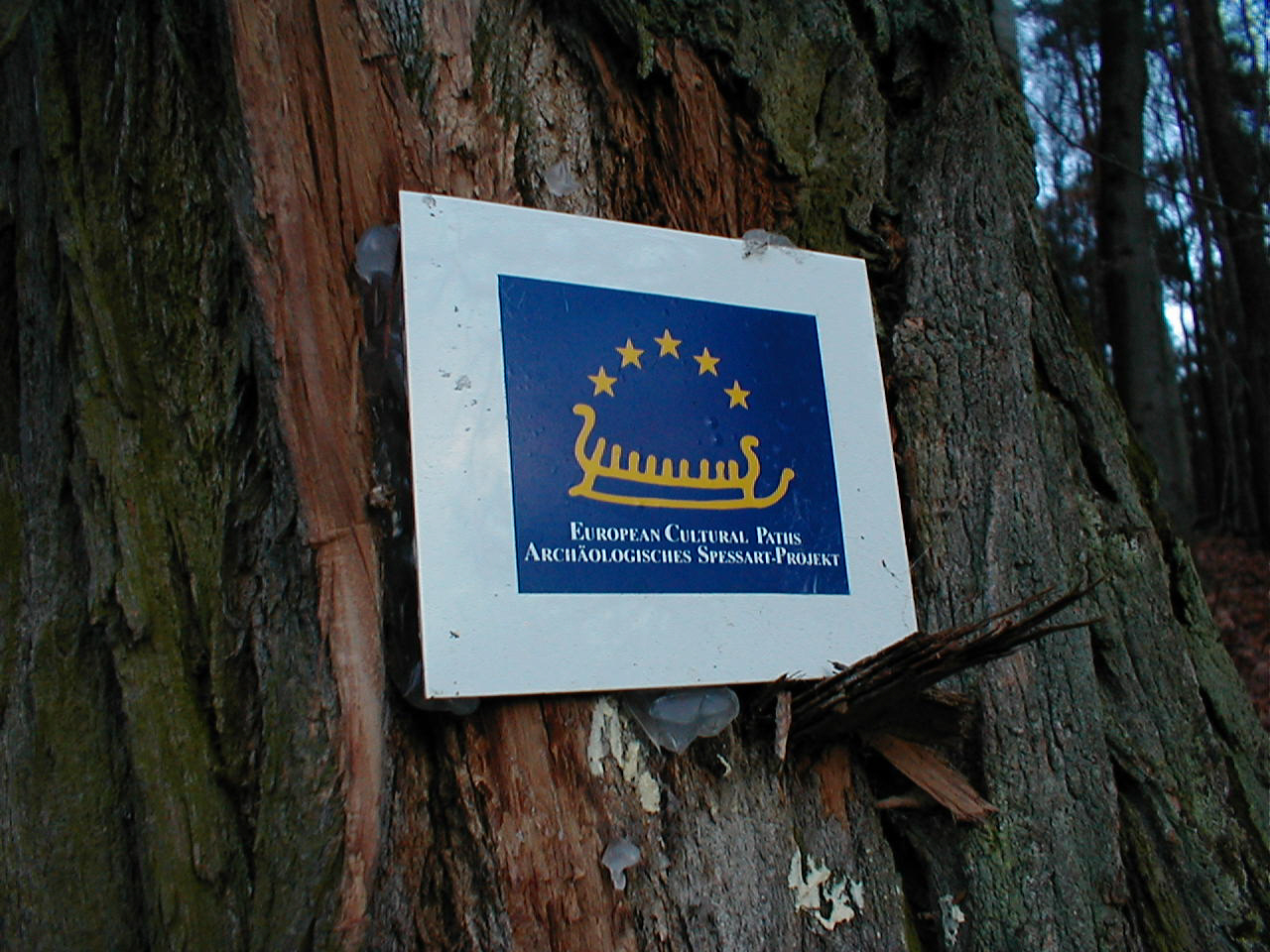
Hinweisschild der Europäischen Kulturwege des Archäologischen Spessart-Projekts

Symbol der Jakobsmuschel als Wegweiser am Jakobsweg

### Sportplatz
Der Sportplatz des TSV 07 Höchst e. V. liegt am nördlichen Ortsrand. Hier ist auch das Vereinsheim.

### Wandern, Pilgern
Neben vielen Wanderwegen in und nahe der Kernstadt Gelnhausen gibt es den
- Europäischen Kulturweg: „Gelnhausen 1: An Alten Handelsrouten & Neuen Strassen“. Es ist ein Rundweg von ca. 5,5 km. Er führt von und nach Höchst, bietet auf Infotafeln eine Fülle von Informationen zur Geschichte, Natur, Kultur und vielem anderem. Der Weg wird als leicht eingestuft. Die Markierung ist das gelbe EU-Schiffchen auf blauem Grund[17].
- Jakobsweg: Höchst findet im benachbarten Haitz Anschluss an den Jakobsweg nach Santiago de Compostela, auf der Etappe von Bad Soden nach Gelnhausen[18].